# Палибин, Никифор Львович
Никифор Львович Палибин (1724—1796) — генерал-майор русского флота, участник Семилетней войны и Первой Архипелагской экспедиции.

## Биография
Поступив 8 июля 1747 года в Морскую академию учеником, он был 30 ноября 1748 произведён в гардемарины, с 1749 года находился в кампаниях в Балтийском море.
Произведённый 31 декабря 1751 года в мичманы и 5 сентября 1754 года в унтер-лейтенанты, он состоял в 1755—1757 годах при Санкт-Петербургской корабельной команде, а по производстве 21 января 1758 года в корабельные секретари и 8 марта 1759 года в лейтенанты — при береговой команде (с 1761 года). Во время Семилетней войны участвовал в Кольбергской экспедиции при десантных высадках; затем сделал два раза переход из Кронштадта в Архангельск и обратно.
По окончании военных действий состоял при Адмиралтейств-коллегии за экзекутора (с 1763 года), в чине же капитан-лейтенанта (с 20 апреля 1764 года) командовал: придворной яхтой «Екатерина Вторая», на которой плавал из Ревеля в Балтийские порты с Её Величеством, новопостроенным кораблем № 1, на котором делал переход из Архангельска в Кронштадт (в 1765 году), 25-й баночной галерой «Надежда», на которой ходил из Санкт-Петербурга до Фридрихсгама (в 1766 году), 10-баночной галерой «Казань», на которой сопровождал императрицу по Волге от Твери до Симбирска и обратно до Ярославля (в 1767 году), наконец, кораблем «Св. Евстафий», на котором плавал от Кронштадта до Гогланда (в 1768 году).
Достигнув чинов капитана 2-го ранга (5 июня 1769 года) и затем 1-го ранга (7 июня 1770 года), Палибин находился сперва в должности советника Комиссариатской экспедиции, а потом, командуя кораблем «Св. Георгий Победоносец», отправился из Кронштадта в Средиземное море в эскадре контр-адмирала И. Н. Арфа. Будучи в 1771—1772 годах в крейсерстве в Архипелаге, участвовал при атаках крепости Митилена, а в 1773 году, прибыв через Ливорно в Россию пассажиром, командовал двумя галерами в Балтийском море, и 26 ноября 1773 года за 18 морских кампаний был награждён орденом Св. Георгия 4-й степени (№ 218 по кавалерскому списку Григоровича — Степанова).
Находясь в 1774 году при команде галерного флота, он в 1775 году, командуя отрядом из трёх кораблей и трёх гукоров, сделал на корабле «Ингерманланд» переход из Архангельска в Кронштадт, а в 1776 году командовал целыми тремя дивизиями галерного флота.
В чине капитана бригадирского ранга (с 21 апреля 1777 года), Палибин назначен был командовать кораблём «Владимир»; в 1778 году состоял членом Комиссии по разделу призовых денег за Архипелагскую кампанию; в 1780—1781 годах, командуя эскадрой, плавал от Кронштадта до Лиссабона и обратно, а 28 июня 1782 году был уволен от службы с чином генерал-майора и пенсионом.
Построил в Лужском уезде Санкт-Петербургской губернии усадьбу Заполье (ныне здесь посёлок Володарское), которую наследники в 1804 году продали Якову Степановичу Мирковичу.
Умер 19 февраля (1 марта) 1796 года в Санкт-Петербурге, похоронен на Смоленском православном кладбище (вместе с ним — сын Алексей Никифорович и внук Никифор Алексеевич .

## Семья
Жена — Надежда Петровна Чаплина, дочь капитан-командора Петра Авраамовича Чаплина. Их дети:
- Ипполит
- Иван, георгиевский кавалер (29.01.1807)
- Алексей (14.03.1775 – 01.07.1840), вице-губернатор Вологодской губернии в 1821—1822 гг.; управляющий Временной контрольной комиссией по части комиссариатской в Санкт-Петербурге.